# Blake's 7
Blake's 7 est une série télévisée britannique de science-fiction en 52 épisodes de 50 minutes créée par Terry Nation et diffusée entre le 2 janvier 1978 et le 21 décembre 1981 sur la BBC.
Cette série est inédite dans tous les pays francophones.

## Synopsis
Situé au "troisième siècle du second calendrier", la série suit les exploits du révolutionnaire Roj Blake, qui dirige une bande de rebelles dans sa lutte contre les forces totalitaires de la "fédération Terran", qui règne sur la Terre et sur de nombreuses autres planètes grâce à la surveillance, au lavage de cerveau et à l'utilisation de drogues.

## Distribution
- Gareth Thomas : Roj Blake
- Michael Keating (en) : Vila Restal
- Paul Darrow : Kerr Avon
- Sally Knyvette (en) : Jenna Stannis
- David Jackson (en) : Olag Gan
- Peter Tuddenham (en) : Zen
- Glynis Barber : Soolin